# Tatort: Fakten, Fakten …
Fakten, Fakten … ist ein Fernsehfilm aus der Kriminalreihe Tatort der ARD und des ORF. Der Film wurde vom WDR produziert und am 1. Dezember 2002 zum ersten Mal gesendet. Er ist die 517. Folge der Tatort-Reihe und der zweite Fall mit Axel Prahl und Jan Josef Liefers als Münsteraner Ermittler Thiel und Boerne.

## Handlung
Vor der Haustür von Professor Bernhard Dreiden, einem Freund von Professor Boerne, wird Jürgen Wilken erschossen. Kurz zuvor hatte Dreiden seine Kinder von seiner geschiedenen Frau in Empfang genommen. Wilken wiederum ist der Freund von Juliane Kraft, die gleichzeitig ein Verhältnis mit Dreiden hatte. Juliane hat selbst einen Sohn; der kleine Max wächst abwechselnd bei der Großmutter, der Mutter und Julianes Ex-Mann Felix Kraft, dem Vater von Max, auf.
Jürgen Wilken wurde im Auto erschossen. Die Tatwaffe findet sich in Dreidens Wäschekorb, Dreiden selbst hat Glassplitter an der Kleidung, jedoch keinerlei Schmauchspuren, die beweisen würden, dass er geschossen hat. Für die Staatsanwältin ist der Fall dennoch so gut wie gelöst und sie hält eine entsprechende Pressekonferenz ab. Boerne ist der einzige, der Dreidens Täterschaft bezweifelt. Über die Verformung der Kugel, aber auch aufgrund von Schmauchspuren auf der Rückseite von Dreidens Kleidung kann Boerne rekonstruieren, dass sich der Täter einige Meter von Wilkens Auto entfernt befunden haben muss, als er die Waffe abfeuerte. Wilken muss in die Richtung des Schützen gesehen haben. Die Tatwaffe wiederum hatte laut Untersuchung nach dem ersten Schuss eine Ladehemmung. Dies würde erklären, warum Dreiden nicht im Anschluss erschossen wurde, wenn er das eigentliche Ziel des Anschlags war. Dreidens Kinder schweigen, obwohl sie den Tathergang möglicherweise von ihrem Zimmer aus gesehen haben, wie Thiel vermutet. Boerne und Thiel kommen nicht weiter. Obwohl sich Thiel zunächst von Boerne gestört fühlt, beginnen die beiden zusammenzuarbeiten.
Thiel befragt gemeinsam mit Boerne Juliane Kraft zu ihrem Verhältnis zu Dreiden und Wilken. Während des Gesprächs bringt ihr Ex-Mann Felix Kraft ihren Sohn Max vorbei, da er trotz vorheriger Abmachung an diesem Tag keine Zeit für seinen Sohn hat. Da Juliane nicht von ihrer Arbeit wegkommt, bringt Felix Max zur Wohnung seiner Mutter, nachdem Max erklärt hat, dass er allein zuhause bleiben und abends selbst ins Bett gehen kann. Thiel mag den kleinen Max, der von seinem Beruf als Hauptkommissar beeindruckt ist. Er gibt ihm seine Karte und sagt, der Junge könne ihn jederzeit anrufen. Tatsächlich erhält Thiel gegen 3 Uhr morgens einen Anruf vom besorgten Max, weil seine Mutter noch nicht nach Hause gekommen sei. Thiel und Boerne suchen um 4 Uhr morgens die Universität auf, wo Juliane arbeitet, und finden ihr Büro unverschlossen vor. An der Wand und auf dem Boden sind Blutlachen zu sehen, die nachlässig aufgewischt wurden. Nach einer Untersuchung bestätigt sich der Verdacht, dass es sich um Julianes Blut handelt. Zwar kann Boerne in der Folgezeit rekonstruieren, dass Juliane mit einer Waffe aus kurzer Distanz erschossen und anschließend zu einem Wagen geschleift wurde, doch fehlen die Leiche, der Täter und ein Motiv. Thiel, der den kleinen Max wie versprochen aus der Schule abholt, bringt es nicht fertig, ihm zu sagen, dass seine Mutter wahrscheinlich ermordet wurde, und wiederholt sein Versprechen, die Mutter zu finden.
Als er Max zu seiner Großmutter bringt, findet Thiel heraus, dass Max’ andere Großmutter gegenüber wohnt. Juliane und Felix kannten sich schon als Kinder und heirateten später, obwohl Juliane Dreiden schon kennengelernt und ein Verhältnis mit ihm begonnen hatte. Die Ehe von Felix und Juliane war nicht glücklich und zerbrach schließlich am Tod der Tochter Anna. Felix wusste zunächst nicht, dass Dreiden und Juliane weiterhin ein Verhältnis hatten. Nach der Trennung von Felix kam Juliane mit Jürgen Wilken zusammen. Felix’ Vater ist vor einigen Jahren durch einen Treppensturz verunglückt und bettlägerig.
Je mehr Thiel über die Familie Kraft erfährt, desto mehr erhärtet sich sein Verdacht, dass Felix Kraft seine Ex-Frau ermordet hat. Doch es fehlen Fakten. Schließlich gelingt es ihm, die Staatsanwältin davon zu überzeugen, einer Hausdurchsuchung von Felix’ Wohnung und Wagen sowie der Wohnung der Eltern, wo Felix sich versteckt hielt, zuzustimmen. Eine erste Hausdurchsuchung beider Wohnungen sowie die Durchsuchung seines Wagens bringt keine Funde. Felix’ Wagen wurde allerdings intensiv gereinigt und einige Sachen von Felix, die verdächtige Flecken aufweisen, mehrfach gekocht. Die Aussagen von Felix’ Vater, der von Thiel in ein Pflegeheim gebracht wird, helfen ihm, sind aber allein nicht genug, um Felix zu überführen. Beim Verhör gibt sich Felix abgebrüht und überlegen und raubt Thiel den letzten Nerv.
Boerne widmet sich noch einmal den Papieren in Großmutter Krafts Haus und findet eine Rechnung, die sich als Bezahlung eines Vaterschaftstests entpuppt. Über DNA-Proben können Boerne und Alberich nachweisen, dass Felix zeugungsunfähig ist. Sein Sohn Max ist in Wirklichkeit von Dreiden, der mit Juliane immer noch ein Verhältnis hatte. Es stellt sich heraus, dass an dem Tag, an dem Jürgen Wilken getötet wurde, Felix eigentlich vorhatte, Dreiden zu erschießen. Doch da Wilken ihn gesehen und erkannt hatte, als er auf Dreiden zielte, wurde er erschossen. Später werden in einer Müllverwertungsanlage blutige Sachen von Felix sowie die Waffe gefunden, mit der Juliane ermordet wurde.
Max hilft, Dreidens Kinder zum Reden zu bringen. Sie geben zu, Felix gesehen zu haben. Felix verspottet Thiel, Kinder als Zeugen anzuführen. Er hat früher Rechtsphilosophie studiert und kennt sich genau aus. Er weiß und Thiel und Boerne wissen es auch, dass man ihm ohne Leiche keinen Mord nachweisen kann. Und die Leiche fehlt immer noch. Thiel untersucht die verschiedenen Stellen, die Felix in den letzten Jahren angenommen hat, und das bringt Boerne, der zuhört, auf die richtige Spur: Felix war auch in einem Krematorium angestellt. Thiel und Boerne fahren gemeinsam ins Krematorium und finden in einem der Särge, die noch auf die Verbrennung warten, tatsächlich Julianes Leiche.
Die Staatsanwältin ist zufrieden mit dem neuen Ermittler Thiel, und Boerne gelingt es trotz seiner Arroganz, einzugestehen, dass Teamarbeit von ihm und Thiel die Lösung des Falles ermöglicht hat. Thiel hat nun die schwere Aufgabe, dem kleinen Max den Tod seiner Mutter beizubringen.

## Rezeption
Die Tatort-Folge sahen bei ihrer Erstausstrahlung 9,45 Millionen Zuschauer, was einem Marktanteil von 26,60 % entsprach.
TV Spielfilm schrieb nach Ausstrahlung des Films: „Fakt ist: Das Duo ist ein Segen für die Reihe“.
Die Folge ist – ebenso wie die vorherige Episode Tatort: Der dunkle Fleck – einer der Tatorte, in denen nach Ausstrahlung deutliche Formen der Produktplatzierung erkannt wurden. Da die vom WDR eingeleitete Sonderprüfung ergab, dass die Produktplatzierung gegen Entgelt erfolgte, wurde die Episode nachbearbeitet und personelle Konsequenzen gezogen.